# Жеребцовы
Жеребцо́вы — несколько русских дворянских родов, один из которых происходит от черниговского боярина Фёдора Бяконта, выехавшего в Москву около 1300 года и бывшего боярином великого князя Симеона Гордого. Род внесён в Бархатную книгу.
Род Жеребцовых — потомков Бяконта внесён во 2-ю часть дворянских родословных книг (роды военного дворянства) Московской, Тверской, Санкт-Петербургской и Псковской губерний. Ещё восемь родов Жеребцовых — более позднего происхождения. Кроме того, известны Жеребцовы, внесённые в 6-ю часть дворянских родословных книг (древние благородные дворянские роды) Владимирской губернии.

## Персоналии
Игнатий Семёнович Жеребцов (убит 1 июня 1408 года) — воевода Коломны, внук московского боярина Андрея Кобылы (умершего после 1347 года). Имел, совместно со своим двоюродным братом Иваном (сыном боярина Фёдора Кошки), большое влияние на дела правления московского великого князя Василия Дмитриевича. Погиб в битве близ Венёва Никольского монастыря в московском княжеском войске во время междоусобицы князя рязанского Фёдора Олеговича (иначе — Ольговича) с пронским великим князем Иваном Владимировичем.
Константин Михайлович Жеребцов — убит при взятии Казани.
Жеребцов, Иван Алексеевич (умер в 1600 году) — был московским сокольничим при царях Фёдоре Ивановиче и Борисе.
Жеребцов, Давыд Васильевич — воевода в Колязине монастыре, убит при пленении его поляками в 1610 году.
- Жеребцов, Григорий Фёдорович — под началом Б. П. Шереметева участвовал в Азовских походах Петра I. 18 августа 1695 года прибыл в Москву с донесением о взятии крепости Тавань (остров на реке Днепр)[6]. Его сыновья:
  - Жеребцов, Николай Григорьевич (1713—?) — тайный советник, московский губернатор..
  - Жеребцов, Алексей Григорьевич (1711—1777) — генерал-поручик, сенатор. При Петре I, будучи гардемарином, отправлен на обучение во Францию[7]. За многочисленные заслуги в 1754 году пожалован императрицей Елизаветой Петровной селом Кикино «с деревнями Нижнее и Верхнее Болваново, Ермаки, Теренино, Федосово» в Юхновском уезде Смоленской губернии (ныне Тёмкинский район Смоленской области) — всего около 1000 душ крепостных крестьян, находившимся во владении Жеребцовых вплоть до 1826 года[8].
∞Мария Михайловна, урождённая Нарышкина (умерла в 1786 году). Их дети:
    - Жеребцов, Михаил Алексеевич (1752—1799) — генерал-майор.
    - Жеребцов, Александр Алексеевич (1754—1807) — камергер, тайный советник, масон, основатель и первый досточтимый мастер ложи «Соединённых друзей».
∞Ольга Александровна, урождённая Зубова (1766—1849), знаменитая авантюристка и соучастница заговора с целью убийства Павла I.
      - Жеребцов, Александр Александрович (1780—1832) — генерал-майор, герой Отечественной войны, масон высших степеней посвящения, второй досточтимый мастер ложи «Соединённых друзей».
∞Княжна А. П. Лопухина (1788—1852), младшая сестра фаворитки императора Павла I А. П. Гагариной.
        - Княгиня Орлова, Ольга Александровна, урождённая Жеребцова (1807—1872) — кавалерственная дама, одна из первых в России женщин-нумизматов.
∞Князь А. Ф. Орлов — крупный вельможа николаевской эпохи.

      - Бороздина, Елизавета Александровна, урождённая Жеребцова (1787—1841) — кавалерственная дама. В 1820 году забеременела от любовника — военнопленного французского генерала де Пире, что вызвало большой скандал в петербургском высшем свете. По настоянию мужа, навсегда оставила пятерых детей и покинула Россию в обмен на все его имения. Поселилась во Франции с де Пире и сыном от него Владимиром. Скончалась в Париже и похоронена на кладбище Монмартр, позже её прах был перевезен на родину.
∞Генерал от кавалерии Н. М. Бороздин — один из соучастников убийства Павла I.
      - Жеребцов, Николай Александрович (1792—1870).

    - Жеребцов, Алексей Алексеевич (1758—1819) — сенатор, действительный тайный советник, кавалер ордена Святой Анны 1-степени, санкт-петербургский губернский предводитель дворянства, активный деятель при формировании губернского Земского войска в 1806—1807 и 1812—1813 годах. Определением Санкт-Петербургского дворянского депутатского собрания от 6 января 1814 года признан, с семейством, потомственным дворянином и внесён в VI-часть родословной книги[9].

Из младших ветвей того же рода наиболее известны:
- Жеребцов, Михаил Иванович (1792—1870), генерал от инфантерии, сенатор.
- Жеребцов, Николай Арсеньевич (1807—1862), виленский губернатор, перестроивший подмосковную усадьбу Алтуфьево.

Позднее появились ещё 8 дворянских родов Жеребцовых (мелкопоместное дворянство).

## Описание герба

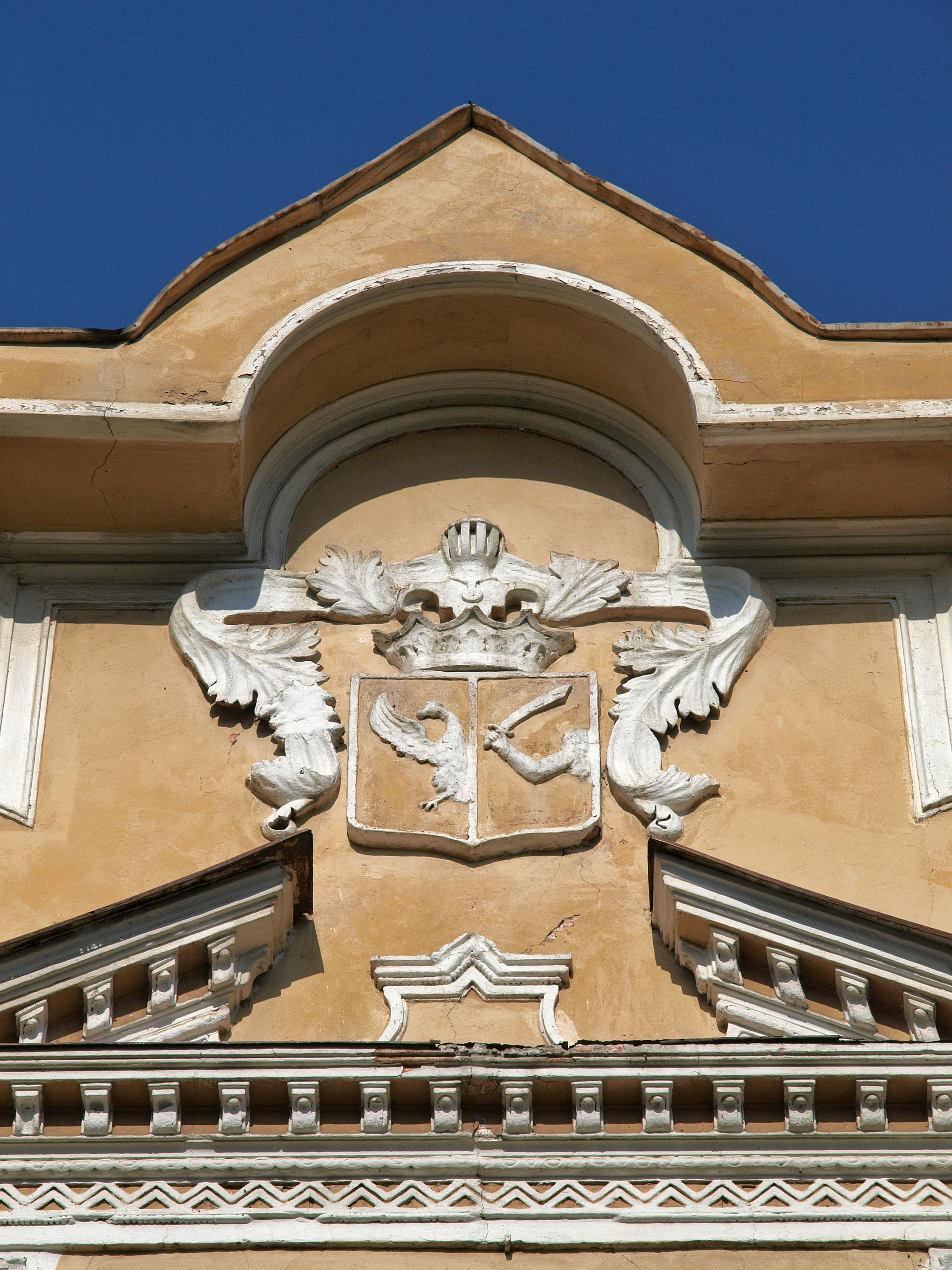
Герб на южном фасаде господского дома в Алтуфьево

Щит разделен перпендикулярно на две части, из которых в правой в серебряном поле виден до половины чёрный орел с золотым на голове венцом, имеющий золотые нос и когти; в левой части в голубом поле выходящая из облака рука в латы облеченная с мечем (польский герб Малая Погоня).
На щите изображена дворянская корона с дворянским на ней шлемом, по сторонам которого два черных распростертых орлиных крыла и между ними красное сердце с пламенем. Намёт на щите голубой, подложенный серебром. Герб рода Жеребцовых внесен в Часть 2 Общего гербовника дворянских родов Всероссийской империи, стр. 40.

## Взаимоотношения Жеребцовых с Православной церковью
Владельцы села Кикино, Алексей Григорьевич и его сын Александр Алексеевич Жеребцовы, много жертвовали на церковь. В частности, на их средства был построен каменный храм во имя Св. Архистратига Михаила, руины которого сохранились до наших дней. Их потомок генерал-майор Александр Александрович Жеребцов, несмотря на высокие степени посвящения в масонстве, продолжил следовать религиозным традициям своих предков и подарил пятерых крепостных крестьян и небольшой участок земли кикинскому приходскому священнику Хрисандру Рыкалову, которому особенно он благоволил. Тем не менее, церковные чины крайне негативно относились к масонам и, желая их очернить любой ценой, прибегали порой к явному искажению фактов. В частности, архимандрит Фотий (Спасский) утверждал, что Жеребцов покончил жизнь самоубийством якобы вследствие пагубного влияния масонства. Чего не могло быть в действительности, поскольку он был похоронен в 1832 году у храма Одигитрии на территории Иоанно-Предтеченского монастыря в Вязьме, в то время, как в православии самоубийц всегда погребают за церковной оградой, как тяжких грешников.

## Комментарии
1. ↑  Жеребцовы подали документы для внесения рода в Бархатную книгу 4 января 1686 года, предоставив свою родословная роспись. При этом возникла тяжба с родом Плещеевых, идущего от одного родоначальника, которые обвиняли их в неверности родословной росписи[3]